# Graues Fingerkraut
Das Graue Fingerkraut (Potentilla inclinata) ist eine Pflanzenart innerhalb der Familie der Rosengewächse (Rosaceae). Es ist in Eurasien weitverbreitet.

## Beschreibung

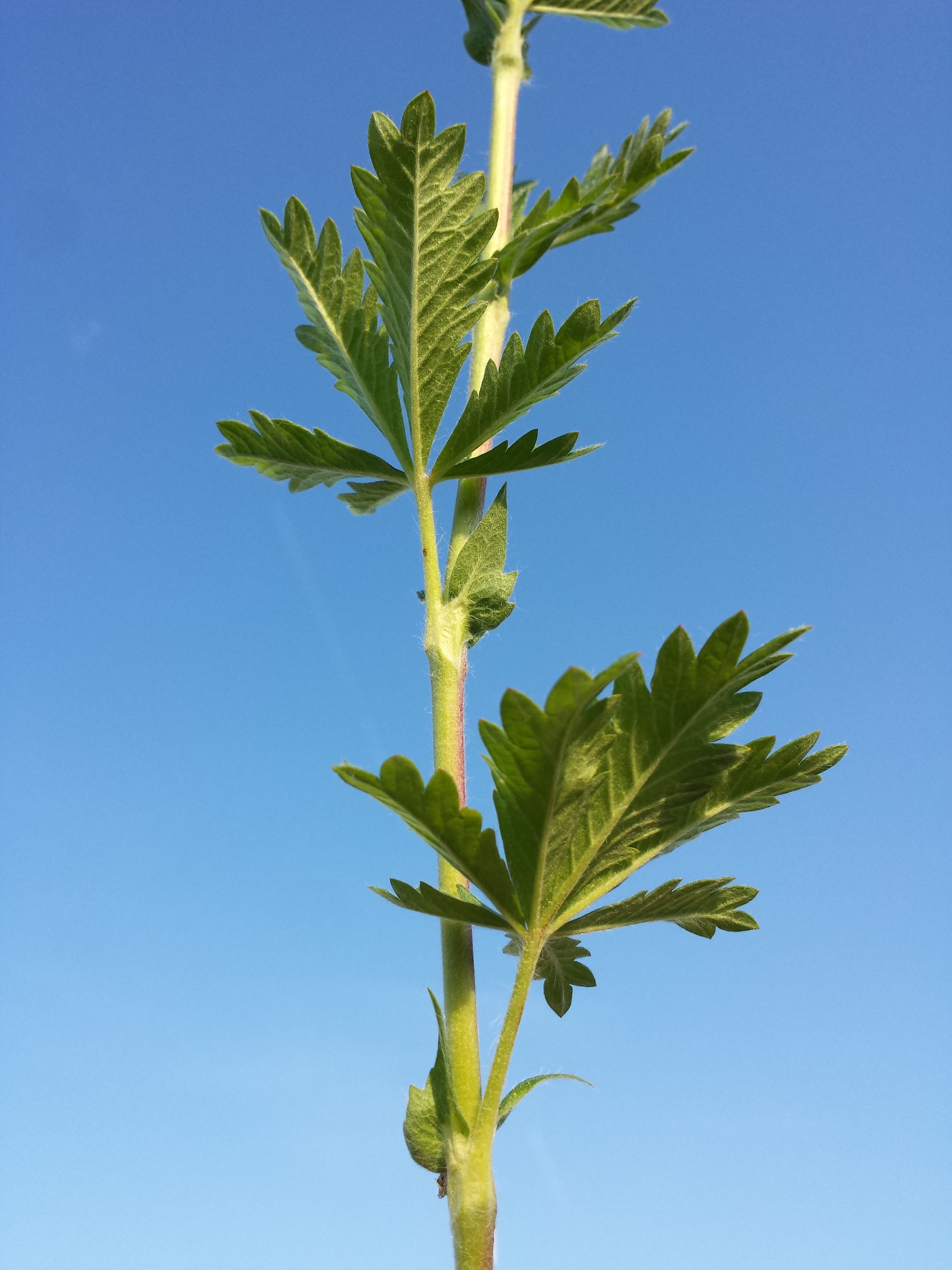
Stängel mit Laub- und Nebenblättern

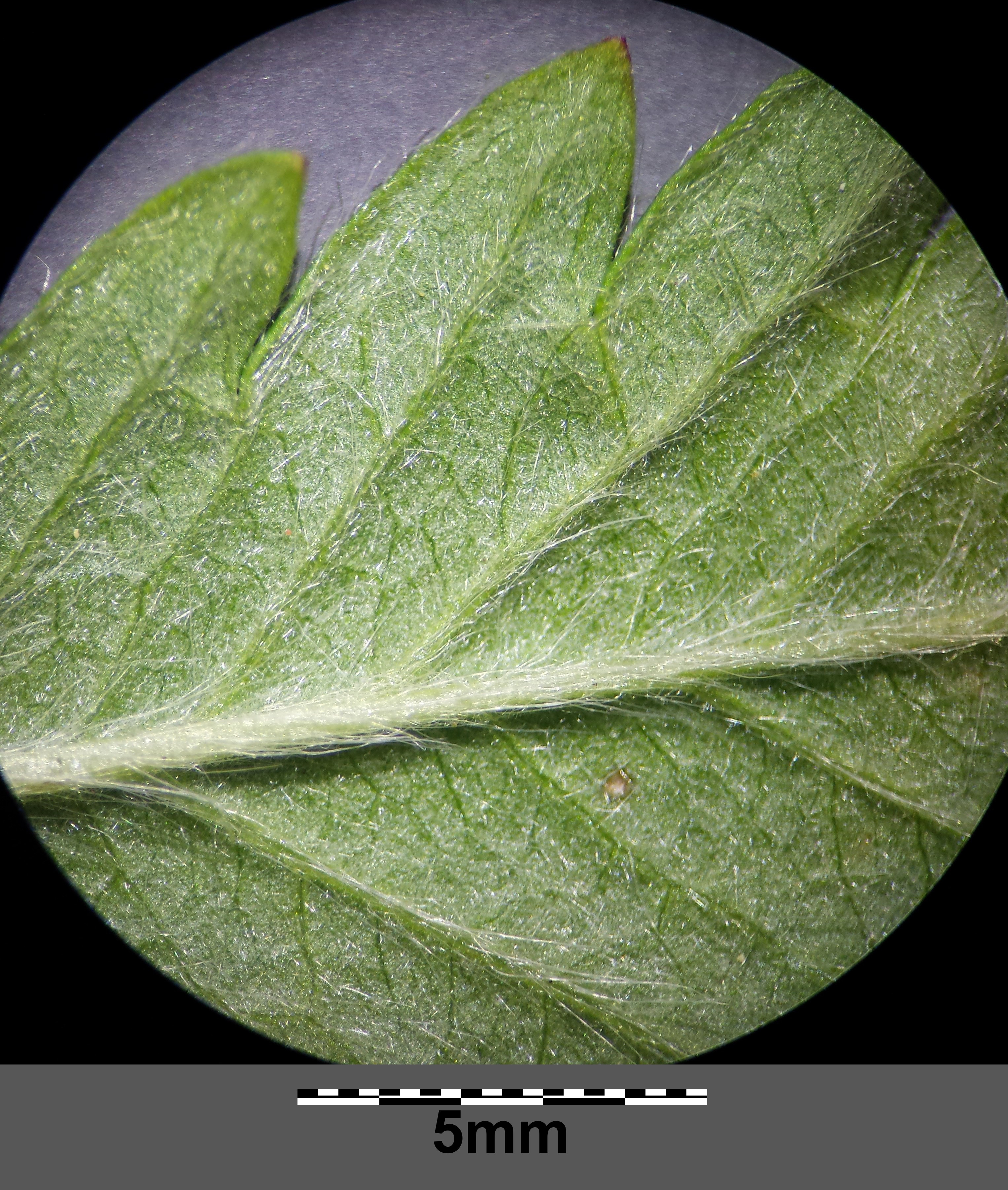
Die Laubblätter sind unterseits graufilzig mit gekräuselten und langen gerade Haaren.

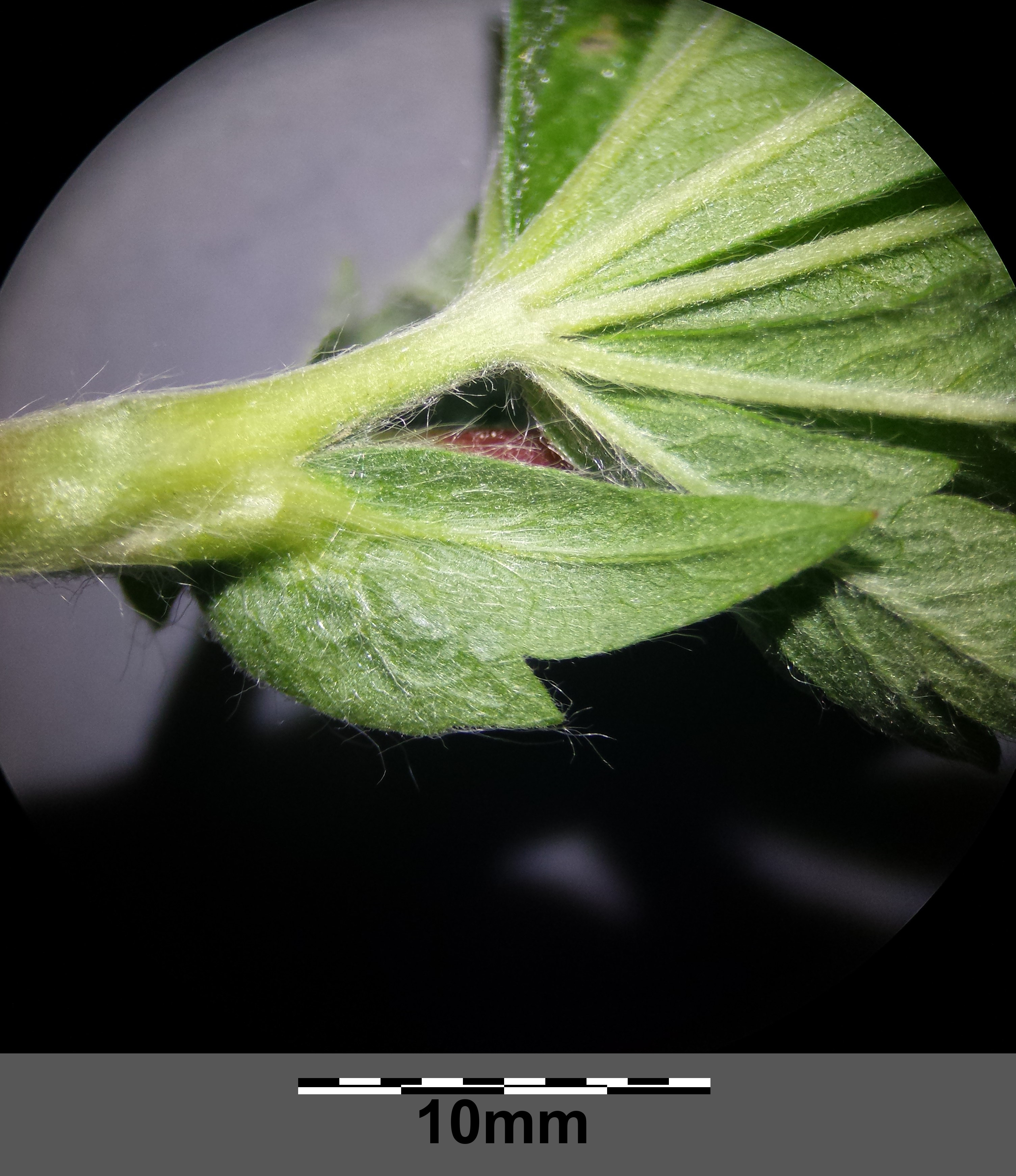
Die Nebenblätter der Stängelblätter sind ganzrandig oder gezähnt aber nicht tiefer eingeschnitten.

Die fünfzähligen Blüten mit gelben Kronblättern haben meist einen Durchmesser von weniger als 2 Zentimeter.

Das Graue Fingerkraut ähnelt dem Silber-Fingerkraut (Potentilla argentea), aber der Stängel ist dicker und wie Blatt- und Blütenstiele flaumig bis zottig oder filzig behaart, unterseits ist er oft violett überlaufen.
Das Graue Fingerkraut ist eine ausdauernde krautige Pflanze, die Wuchshöhen von 15 bis 50 cm erreicht. Der endständige Stängel ist aufsteigend bis aufrecht, reichlich beblättert und locker bis dicht filzig behaart mit vorwärts abstehenden Haaren besetzt. Die unteren Blätter sind langgestielt, die oberen sitzend und meist fünf- bis siebenteilig gefingert. Die Blättchen sind 2 bis 5 cm lang, verkehrt-lanzettlich, tief gesägt-gezähnt bis fiederspaltig und mit fünf bis elf Einschnitten jederseits versehen mit sechs bis neun Zähnchen auf jeder Seite. Unterseits sind sie grau, filzig und mit langen Striegelhaaren auf den Adern besetzt. Ihr Rand ist flach. Oberseits sind sie hellgrün und locker bis mäßig behaart. 
Die Blütezeit reicht von Mai bis August. Der oben verzweigte, rispig-thyrsische Blütenstand ist reichblütig. Die zwittrigen Blüten sind bei einem Durchmesser von 1 bis 1,5 Zentimetern radiärsymmetrisch und fünfzählig. Die fünf zottig behaarten Außenkelchblätter sind 3 bis 4 mm lang und lanzettlich. Die fünf Kelchblätter sind etwa 4 bis 5 mm lang, eiförmig und spitz. Die fünf freien, goldgelben bis blassgelben Kronblätter sind bei einer Länge von 5 bis 7 Millimetern sehr breit verkehrt-eiförmig und seicht ausgerandet. Es sind 20 Staubblätter vorhanden. 
Die Chromosomenzahl beträgt 2n = 14, 28 oder 42.

## Ökologie
Die Früchtchen des Grauen Fingerkrauts können durch den Wind ausbreitet werden.

## Vorkommen und Gefährdung
Das Graue Fingerkraut ist ein kontinentales Florenelement. Das Graue Fingerkraut ist in Mittel-, Süd- und Südosteuropa vom mittleren Frankreich im Westen bis zum mittleren Russland verbreitet. Es kommt auch im westlichen und zentralen Sibirien, im Kaukasus, Iran und Anatolien vor. Das Graue Fingerkraut kommt in Mitteleuropa am Mittelrhein, im Mündungsgebiet von Main und Neckar, am unteren Lech und in der Fränkischen Alb, im Sauerland und im Hessischen Bergland sowie in der nördlichen Schweiz vereinzelt vor; am Alpensüdfuß, in Ober- und in Niederösterreich, im Burgenland und in der Steiermark ist es selten.
Das Graue Fingerkraut kommt in Deutschland selten und zerstreut vor allem in der Mitte und im Süden des Gebiets vor (oft nur synanthrop). Im nördlichen Teil Deutschlands ist es wohl ganz fehlend. Unsicher ist, ob diese Art überhaupt zur in Deutschland ursprünglichen Flora gehört. Obwohl in Deutschland nicht besonders geschützt, ist es wohl als stark gefährdet einzustufen.
Das Graue Fingerkraut gedeiht am besten auf nährstoff- und kalkarmen, trockenen, lockeren und daher oft sandigen oder steinigen Böden, die etwas lehmig sein sollten und mäßig stickstoffhaltig sein können. Es besiedelt in Mitteleuropa Trockenrasen und Wegränder. Potentilla inclinata wächst vor allem an ruderalen Stellen wie Wegrändern, Bahn- und Hochwasserdämmen, Kiesgruben und Trockenrasen. Es bevorzugt kalkarme, sandige bis steinige Standorte. Es kommt vor in Gesellschaften der Klasse Sedo-Scleranthetea, aber auch in denen der Ordnung Festucetalia valesiacae.

## Taxonomie
Die Erstveröffentlichung von Potentilla inclinata erfolgte 1788 durch Dominique Villars in Histoire des Plantes de Dauphiné, 3, 1, S. 567, Tafel 45. Potentilla inclinata Vill. ist gegenüber Potentilla assurgens Vill. konserviert. Weitere Synonyme für Potentilla inclinata Vill. sind: Potentilla argentea subsp. inclinata (Vill.) Berher, Potentilla assurgens subsp. inclinata (Vill.) O.Schwarz nom. illeg., Potentilla intermedia subsp. inclinata (Vill.) Bonnier & Layens, Potentilla argentea subsp. impolita (Wahlenb.) Arcang., Potentilla inclinata subsp. subrecta (Schur) Nyman., Potentilla baumgarteniana Schur, Potentilla bohemica Woll., Potentilla canescens Besser, Potentilla curvidens Schur, Potentilla dichtliana Błocki, Potentilla fissidens Zimmeter, Potentilla hungarica Willd., Potentilla impolita Wahlenb., Potentilla loddigesii Spreng., Potentilla pletvarensis Micevski, Potentilla podolica (Błocki) Błocki, Potentilla polyodonta Zimmeter, Potentilla sadleri Rchb., Potentilla uechtritzii Zimmeter, Potentilla vinosa Spreng., Potentilla subrecta Schur.